# フロリアン・トリッテル
フロリアン・トリッテル（Florián Trittel, 1994年5月23日 - ）は、スイス・トゥールガウ州ミュンスターリンゲン出身でスペイン国籍の男子セーリング競技選手。2024年パリオリンピック49er級金メダリスト。

## 経歴
1994年にスイスのトゥールガウ州ミュンスターリンゲンに生まれたが、3歳の時にスペインに移住してバルセロナで育った。6歳の時にセーリング競技を始めた。
2012年に開催されたセーリング世界選手権では、カルロス・ロブレスと組んで29er級で優勝した。また、フォーミュラカイト級では2014年のヨーロッパ選手権で2位、2016年のヨーロッパ選手権で3位となった。
2021年に日本の東京で開催された2020年東京オリンピックでは、タラ・パチェコと組んでナクラ17級に出場し、6位となった。その後は49er級でディエゴ・ボティンと組み、2022年のヨーロッパ選手権で優勝、2022年の世界選手権で2位、2023年の世界選手権で3位、2024年の世界選手権で3位となった。
2024年にフランスのパリで開催された2024年パリオリンピックではディエゴ・ボティンと組んで49er級に出場し、金メダルを獲得した。同大会におけるスペイン選手団初の金メダルとなった。